# کرستین ژیمکویاک
کرستین ژیمکویاک (آلمانی: Kerstin Szymkowiak؛ زادهٔ ۱۹ دسامبر ۱۹۷۷) اسکلتون‌سوار زن اهل آلمان است.
وی در مسابقات کشوری و بین‌المللی در مجموع برندهٔ ۱ مدال طلا، ۳ مدال نقره، ۵ مدال برنز شده‌است.